# Modell Fahrzeug
Modell Fahrzeug ist eine deutschsprachige Special-Interest-Zeitschrift, die alle zwei Monate im Delius Klasing Verlag erscheint. Der Redaktionsstandort des Magazins befindet sich in Nürnberg, Chefredakteur ist Andreas A. Berse. Modell Fahrzeug hat eine gedruckte Auflage von 53.300 Exemplaren.

## Geschichte
Gegründet wurde die Zeitschrift 1990. Seit 2005 zählt das Magazin zum Portfolio des Delius Klasing Verlags. Mit der Integration des Modell Magazins im Jahr 2015 hat die Zeitschrift zusätzliche Möglichkeiten gewonnen, die Interessen der Modellauto-Sammler noch besser abzubilden.

## Themen/Zielgruppe
Die Zeitschrift richtet sich an Modellauto-Sammler und -Bauer aller Maßstäbe, Liebhaber von Kleinserien- und Handarbeits-Modellen. RC- und SlotCar-Fans finden ebenfalls ihre Themen im Heft.

## Veranstaltungen/Auszeichnungen
Einmal im Jahr vergibt die Zeitschrift die Auszeichnung "Modellfahrzeug des Jahres" in unterschiedlichen Kategorien. Bei dieser Leserwahl wird neben einem Innovationspreis auch ein Automobilhersteller prämiert, der das Thema Modellauto besonders pflegt.